# 大分工業高等專門學校
大分工業高等專門學校（Oita National College of Technology）是日本国立高等專門學校之一。

## 簡介
一所位於日本大分縣的高等專門學校，建立於1963年。學校現設有機械工學科、電氣電子工學科、情報工學科、都市環境工學科。2003年設置專攻科，機械環境系統工程和電氣電子情報工程。 

## 教育組織

### 本科（副學士課程）
- 機械工学科
- 電氣電子工学科
- 情報工学科
- 都市・環境工学科

### 専攻科（学士課程）
- 機械環境系統工學專攻
- 電氣電子情報工學專攻[3]。

## 外部連結
- 大分工業高等專門學校 （页面存档备份，存于）

33°13′57.7″N 131°39′3.8″E / 33.232694°N 131.651056°E